# Comté de Tana River
Le comté de Tana River est un comté de l'ancienne province côtière du Kenya. Il est nommé d'après la rivière Tana. Il a une superficie de 35 375,8 km2 et compte une population de 315 943 habitants. La capitale et la plus grande ville est Hola (parfois appelée Galole). 
Les principaux groupes ethniques sont les Dagodie, Ogaden Pokomo, dont beaucoup sont agriculteurs, et les Orma, Wardey et Gadsan.    

## Climat
Le comté de River County est sujet à la sécheresse. Les précipitations sont irrégulières, avec des saisons des pluies en mars – mai et octobre – décembre. Des conflits ont éclaté pour l'accès à l'eau. Les inondations sont également un problème régulier à cause de fortes précipitations dans les zones en amont de la rivière Tana .

## Infrastructure
En 2005, le réseau routier du comté de Tana River était en mauvais état. En plus de 534 km de route goudronnée, des chemins de gravier et de terre traversaient le comté. Le réseau ferroviaire est principalement utilisé pour le transport de marchandises. Le comté compte 57 établissements de santé, six bureaux de poste et trois institutions financières.

## Économie
Le comté de Tana River comprend plusieurs zones de forêt, de bois et de prairies qui sont des centres mineurs d'endémisme. Les forêts ont le statut de réserve nationale si elles ont plus de quatre endémies végétales et plus de sept endémies vertébrées (UICN, 2003).  
Malgré des ressources naturelles correctes, la région reste marginalisée par rapport au reste du pays. Les efforts de développement se concentrent sur le fleuve Tana, malgré des échecs répétitifs dans des projets d'irrigation comme à  Bura, Hola et le projet de rizière du delta de Tana, qui a échoué après que les ouvrages hydrauliques aient été endommagés par les pluies d'El Niño en 1998. 
Le projet d'irrigation et de colonisation de Bura est situé dans le comté de Tana River. Au cours des années 1981-1988, environ 2 200 familles de différentes régions du Kenya ont été installées à cet endroit. 
Dans le delta de la rivière Tana se cultivent du riz, des bananes, des mangues, du niébé, des noix de coco, du coton et du soja. En plus de l'agriculture, les habitants élèvent également du bétail, principalement des vaches, des moutons et des chèvres. La pêche est pratiquée sur la côte et sur la rivière Tana. Plus des deux tiers de la population vivent en dessous du seuil de pauvreté. 
Le comté souffre d'insécurité alimentaire à 79% et a une incidence de pauvreté de 62%.

## Réserve de primates de la rivière Tana
La réserve de primates de la rivière Tana a été fondée en 1976 pour protéger deux espèces endémiques de singes, le Mangabey de la Tana et le  colobe de la Tana.  Elle abrite aussi des zèbres de Grevy , des girafes Masaï , des buffles et des kudus ainsi que 200 espèces d'oiseaux, dont le bec ouvert, l'aigle martial, l'alcin des chauves-souris et la chevêchette du Cap.

## Faits divers
Le 22 août 2012 au moins 52 personnes ont été tuées dans des violences ethniques dans le comté de Tana River entre les groupes Orma'wardey et Pokomo.

## Subdivisions de district
Malgré la grande superficie du district de Tana River, sa seule autorité locale est Tana River County Council. Le district a trois circonscriptions : Garsen, Galole et Bura . 
| divisions administratives |             |        |                    |                  |                  |
|                           |             |        |                    |                  |                  |
| Division                  | Population* | Urbain | population densité | Superficie (km²) | Quartier général |
| Bangale                   | 14 853      | 0      | 2                  | X                | Murarandia       |
| Bura                      | 28,848      | 0      | 6                  | X                | Bura             |
| Galole                    | 34 948      | 9,383  | 4                  | X                | Hola             |
| Garsen                    | 51 592      | 4 885  | 4                  | X                | Garsen           |
| Kipini                    | 16 243      | 0      | 19                 | X                | Kipini           |
| Madogo                    | 21 731      | 0      | 12                 | X                | kamwangi         |
| Wenje                     | 12 686      | 0      | 23                 | X                | Wenje            |
| Total                     | 180 901     | 14,268 | 5 (moyenne)        | X                |                  |
| * 1999 census. Sources,:  |             |        |                    |                  |                  |

## Villages et agglomérations
- Ariti
- Balguda
- Baomo
- Baymo
- Borobini
- Bokoni
- Bongonoko
- Chathoro
- Chiffiri
- Clema Dui
- El Jera
- Fitina
- Furaha
- Handarako
- Idsowe
- Ingile
- Irangi
- Wacha Koni
- Wenje